# Europamästerskapen i badminton 2010
Europamästerskapen i badminton 2010 anordnades den 14-18 april i Manchester, Storbritannien. 

## Medaljsummering
| Pl. | Nation    | Guld | Silver | Brons | Totalt |
| --- | --------- | ---- | ------ | ----- | ------ |
| 1   | Danmark   | 4    | 2      | 2     | 8      |
| 2   | Ryssland  | 1    | 1      | 1     | 3      |
| 3   | Tyskland  | 0    | 1      | 2     | 3      |
| 4   | Polen     | 0    | 1      | 0     | 1      |
| 4   | Bulgarien | 0    | 1      | 0     | 1      |
| 6   | England   | 0    | 0      | 3     | 3      |
| 7   | Frankrike | 0    | 0      | 1     | 1      |
| 7   | Belgien   | 0    | 0      | 1     | 1      |

## Resultat
| Event       | Guld                                | Silver                               | Brons                                     |
| Herrsingel  | Peter Gade                          | Jan Ø. Jørgensen                     | Marc Zwiebler                             |
| Herrsingel  | Peter Gade                          | Jan Ø. Jørgensen                     | Rajiv Ouseph                              |
| Damsingel   | Tine Rasmussen                      | Juliane Schenk                       | Pi Hongyan                                |
| Damsingel   | Tine Rasmussen                      | Juliane Schenk                       | Ella Diehl                                |
| Herrdubbel  | Lars Paaske Jonas Rasmussen         | Mathias Boe Carsten Mogensen         | Kasper Faust Henriksen Anders Kristiansen |
| Herrdubbel  | Lars Paaske Jonas Rasmussen         | Mathias Boe Carsten Mogensen         | Michael Fuchs Ingo Kindervater            |
| Damdubbel   | Valeria Sorokina Nina Vislova       | Petya Nedelcheva Anastasia Russkikh  | Mariana Agathangelou Heather Olver        |
| Damdubbel   | Valeria Sorokina Nina Vislova       | Petya Nedelcheva Anastasia Russkikh  | Line Damkjær Kruse Mie Schøtt-Kristensen  |
| Mixeddubbel | Thomas Laybourn Kamilla Rytter Juhl | Robert Mateusiak Nadieżda Kostiuczyk | Wouter Claes Nathalie Descamps            |
| Mixeddubbel | Thomas Laybourn Kamilla Rytter Juhl | Robert Mateusiak Nadieżda Kostiuczyk | Nathan Robertson Jenny Wallwork           |